# Lhbt-rechten in Cuba
Lhbt-rechten in Cuba zijn in ontwikkeling. Dat betekent dat lhbt'ers in Cuba problemen kunnen ondervinden die niet door niet-lhbt'ers worden ondervonden.
Lhbt-rechten hebben in de loop van de Cubaanse geschiedenis verschillende vormen van aandacht gehad. Zelfs tegenwoordig nog is er een bepaald gevoel van afkeer tegenover lhbt'ers voelbaar in de samenleving, Cuba ligt in een regio waar homofobie, machisme en patriachische structuren nog steeds de norm zijn.
Sinds de jaren negentig is er echter grote vooruitgang geboekt op het gebied van rechten en publieke zichtbaarheid met betrekking tot de diversiteit van seksuele oriëntaties en genderidentiteiten, grotendeels dankzij het werk van het Nationaal Centrum voor Seksuele Voorlichting (CENESEX) onder leiding van Mariela Castro.

## Wettelijke aspecten

### Wettelijkheid van homoseksualiteit (en andere geaardheden)
Particuliere, niet-commerciële en consensuele seksuele relaties tussen volwassenen van hetzelfde geslacht ouder dan 16 jaar zijn sinds 1979 legaal in Cuba.
In 2013 nam de Communistische Partij van Cuba in haar statuten de verplichting op dat haar 'militanten' de vooroordelen en het discriminerende gedrag op grond van seksuele geaardheid aan moeten pakken.

### Erkenning van partners van het gelijke geslacht
Artikel 36 van de Cubaanse grondwet bepaalde tot 2022 dat "het huwelijk een vrijwillige verbintenis is tussen een man en een vrouw met de wettelijke bevoegdheid om in gemeenschap te leven". Hierbij werden paren van hetzelfde geslacht uitgesloten.
Op 25 september 2022 vond er een referendum plaats om de Cubaanse bevolking de kans te geven te stemmen over een nieuwe gezinswet die onder meer het homohuwelijk, adoptie door mensen van hetzelfde geslacht en niet-commercieel draagmoederschap legaliseert. De opkomst was 74% en 67% stemde voor. De volgende dag werd de wet aangenomen en bekendgemaakt via de Staatscourant. In mei 2015 werden symbolische bruiloften gehouden om het debat over huwelijken tussen personen van het gelijke geslacht op het eiland aan te moedigen en de zichtbaarheid van de lhbt-gemeenschap te vergroten.

### Arbeidersbescherming
Sinds 2013 is arbeidsdiscriminatie op grond van seksuele geaardheid bij wet verboden, hoewel de 'gelijke kansen-wetgeving' geen betrekking heeft op genderidentiteit of discriminatie in andere sectoren zoals onderwijs, huisvesting en openbare voorzieningen.

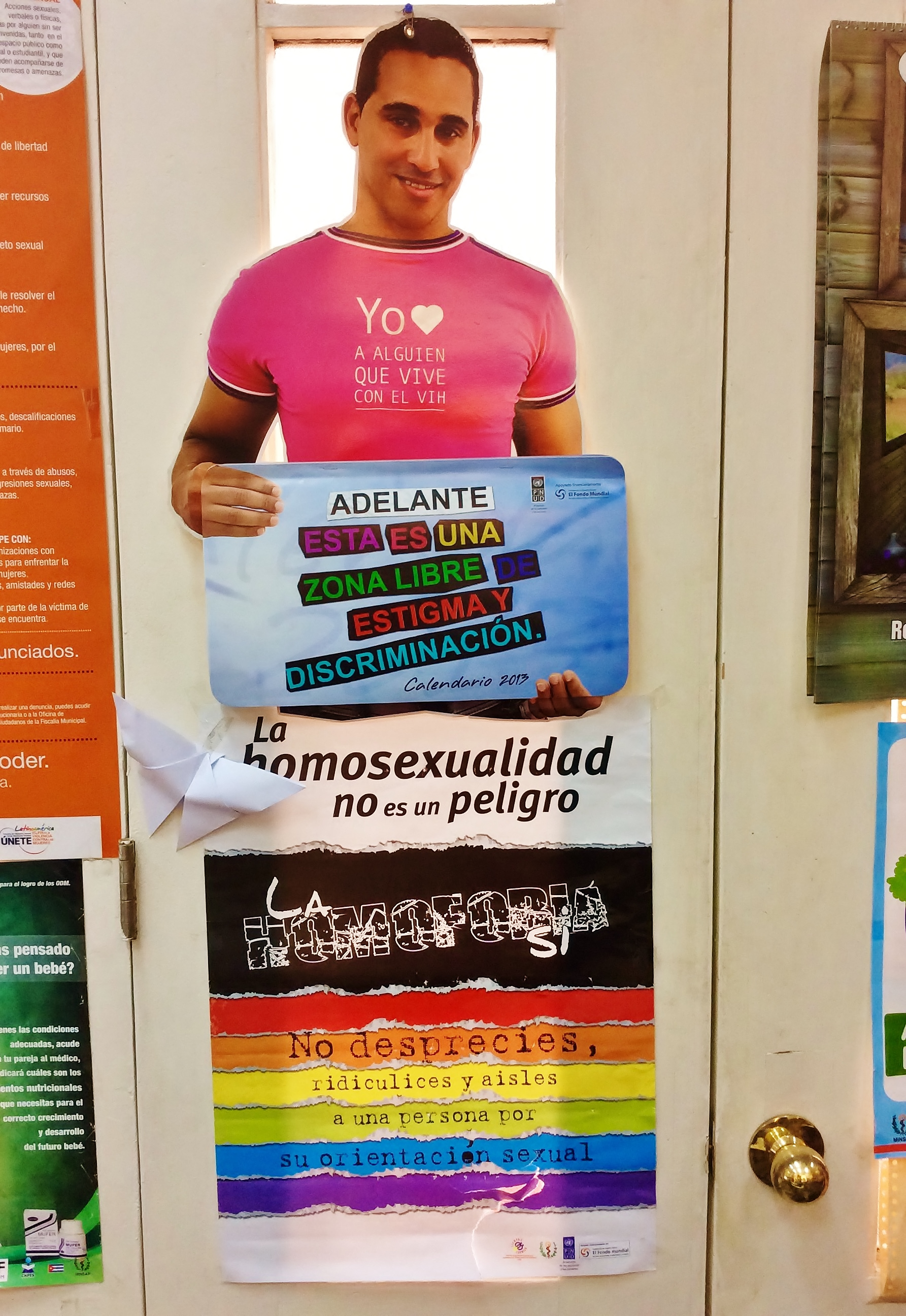
Posters ter bevordering van tolerantie jegens lhbt'ers en seropositieve personen.

### Transseksualiteit
In 2005 werd, gecoördineerd door CENESEX, de nationale strategie over integrale zorg voor transgenders gecreëerd, die specifieke gezondheidszorg en behandelingen voor deze groep ontwikkelde. In 2008 werden de Nationale Commissie voor Integrale Zorg voor Transgenders en het Centrum voor de Integrale Gezondheidszorg voor Transgender Mensen opgericht als een voortzetting van dit werk. Ook voor counseling en training over onderwerpen en beleid met betrekking tot transseksualiteit kan men hier terecht. Sinds 2008 is een geslachtsaanpassende operatie gratis voor burgers die daarvoor in aanmerking komen, hoewel er geen specifieke wet is voor het juridische proces voorafgaand aan geslachtsverandering. Hierdoor zijn rechtbanken uiteindelijk belast met het oplossen van deze kwesties. Het collectief voor transseksuelen begint zich, vooral in Havana en via verschillende blogs zoals TransCuba, in te zetten voor versoepeling van deze wetgeving. Toch zijn er de afgelopen jaren verschillende voorbeelden te noemen van transseksuelen in politieke en sociale rollen. Een voorbeeld hiervan is Adela Hernández, die in 2012 als eerste transseksuele vrouw werd gekozen die als gemeenteraadslid van de gemeentelijke vergadering van volksmacht aan de slag ging.

### Hiv en aids
Het percentage hiv-infecties in Cuba is het laagste in het Caraïbisch gebied, grotendeels dankzij de gratis dekking van volksgezondheid en sociale solidariteit, evenals de gratis distributie van condooms en de lage prijs ervan. Van 1986 tot 2013 werden 19.781 gevallen van hiv gediagnosticeerd in het land.
Cuba heeft de hiv-epidemie met de grootste genetische diversiteit buiten Afrika. Er zijn 21 verschillende stammen van het virus, waarvan 11 exclusief op het eiland voorkomen. Dit is ontstaan door de combinatie van de stammen die op het eiland voorkomen.
De meerderheid van de hiv-patiënten in Cuba waren heteroseksuele hulpverleners en internationale hulpsoldaten die terugkeren uit ontwikkelingslanden, waar ze de verschillende soorten hiv hebben opgelopen. Sinds het midden van de jaren negentig zijn mannen die seks hebben met mannen de belangrijkste bron van nieuwe infecties geworden. Tegenwoordig moeten alle mensen met de diagnose hiv deelnemen aan een programma van twee weken met de naam 'Leven met HIV'.
Routinematige tests worden uitgevoerd bij bepaalde risicogroepen zoals bloeddonoren, zwangere vrouwen, mensen die in de gezondheidszorg werken, ziekenhuispatiënten of mensen die al zijn gediagnosticeerd met een andere SOA. Alle tests zijn vrijwillig maar worden sterk aangemoedigd. Alle hiv-patiënten behouden hun arbeidsrechten en al hun salaris, zelfs wanneer ze hun werk hierdoor moeten verlaten. Patiënten worden gestimuleerd om opnieuw te integreren in hun normale leven en sociale afwijzing te voorkomen.
Homofobie wordt erkend als een probleem in Cuba en de strijd hiermee wordt gecoördineerd door het hiv-programma. Seksuele voorlichting aan scholieren uit de vijfde klas, evenals verschillende activiteiten worden georganiseerd door het Nationale Centrum voor Seksuele Voorlichting. Dit onderwijsprogramma omvatte een telenovela die in 2006 in première ging waarin het dagelijks leven van homo's, lesbiennes en hiv-positieve mensen in Cuba aan bod komt.
Sinds 1998 heeft Cuba versies van sommige gebruikelijke hiv-remmers geproduceerd. Deze medicijnen waren schaars en invoer was erg duur in de jaren 1990. Sinds 2001 hebben echter alle Cubaanse hiv-patiënten universele toegang tot een relatief complete cocktail van zeer actieve hiv-remmers die gratis kunnen worden verkregen. Het sterftecijfer door hiv-infectie is sindsdien drastisch gedaald en de meeste Cubanen met hiv vermijden opportunistische infecties.

### Associaties

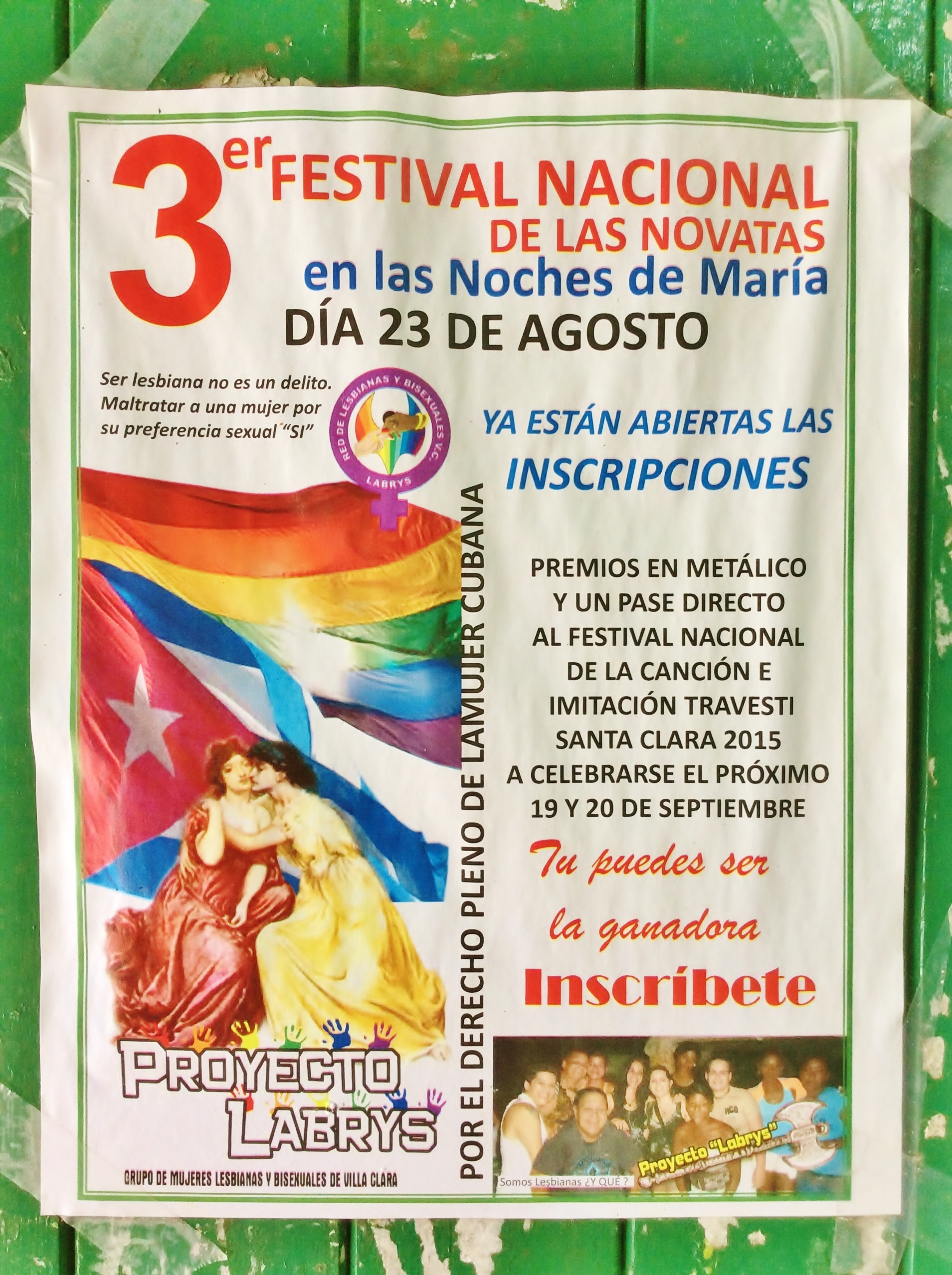
Poster van een travestiefestival in Santa Clara georganiseerd door de Groep van Lesbische en Bisexuele vrouwen van Villa Clara.

In 1994 werd de Cubaanse vereniging van homo's en lesbiennes opgericht, die in bedrijf was tot 1997, toen de regering het liet sluiten. Sinds 2008 heeft het Nationale Centrum voor Seksuele Voorlichting verschillende evenementen gesponsord om de rechten van lhbt'ers te promoten, zoals de Cubaanse dagen tegen homofobie en transfobie. Hoewel er op nationaal niveau geen andere verenigingen zijn die de rechten en zichtbaarheid van seksuele diversiteit bevorderen, zijn er in elke provincies lhbt-groepen die evenementen en feesten organiseren die sociale acceptatie bevorderen.

## Geschiedenis

### Het Cuba van voor de revolutie
In het Cuba van voor de revolutie uit de jaren '50 van de 20e eeuw bestonden al enkele gaybars in Havana, zoals la Cuevita, los Troncos, el Intermezzo, el Saint Michel, el Gato Negro en el Usero Bar. Enkele Amerikaanse beroemdheden zoals Tennessee Williams, Montgomery Clift en Errol Flynn waren vaste klanten. In Cuba golden er echter strenge wetten tegen homoseksualiteit. Homo's leden veel onder pesterijen, waarbij een gebruikelijke term 'maricón' was. Dit kan worden vergeleken met het Nederlandse woord flikker. Aan de andere kant was homoseksualiteit een onderdeel van de welvarende prostitutie in Cuba, met veel homoseksuele Cubaanse mannen die het voor een groot deel van de bezoekers en het leger van de Verenigde Staten gebruikten. Hiermee werd geld verdiend voor gokken en criminaliteit.

### Het Cuba van na de revolutie

#### Toename van homofobie in de jaren '60
Met de winst van de revolutie, verdween de oppervlakkige tolerantie van de Cubaanse samenleving tegenover de lhbt-bevolking snel. De emigratie naar Miami begon onmiddellijk nadat de regering van Batista omver was geworpen. Binnen deze migratiestroom bevonden zich ook veel homo's en lesbiennes die voor Amerikaanse bedrijven werkten. Lhbt'ers die al in het buitenland hadden gewoond, zijn definitief verhuisd.
Na de Cubaanse revolutie van 1959 werden de homofobie en het heteroseksisme, die in Cuba al bestonden, meer gesystematiseerd en geïnstitutionaliseerd. Gender en seksualiteit werden expliciet in het politieke programma opgenomen, zelfs met wetten die vaag waren opgesteld. Mannen die met andere mannen gingen werden beschouwd als homoseksueel werden. Vooral mannelijke homoseksuelen werden door deze wetten aangevallen en mannelijke homoseksualiteit werd een zichtbare en publiekelijk besproken ondeugd, terwijl lesbianisme anoniem en onzichtbaar bleef. Tussen 1959 en 1980 leden homosexuele mannen aan een reeks consequenties, van beperkte 'professionele' opties tot arrestaties en overvallen op straat en gevangenneming in werkkampen. De staat was vooral gericht op mannen die seks hadden gehad met andere mannen en voor de hand liggende of opzichtige homoseksuelen. Lang haar, een strakke broek, kleurrijke overhemden, zogenaamde verwijfde gebaren, ongepaste kleding en extravagante kapsels werden gezien als zichtbare markers van mannelijke homoseksualiteit.
Veel van de progressieve lhbt'ers die op het eiland bleven, namen deel aan contrarevolutionaire activiteiten, onafhankelijk of via de promotie van de Central Intelligence Agency (CIA), hoewel ze uiteindelijk toch werden opgesloten. De invasie van de Varkensbaai in 1961, georganiseerd door Cubaanse ballingschapstroepen vanuit Florida en interne divisie gesponsord door de CIA zorgde voor meer bezorgdheid voor de nationale veiligheid. Realistische angsten leidden tot paranoia en iedereen die anders was, werd verdacht. Homobars en cruisegebieden werden gezien als centra van contrarevolutionaire activiteiten en begonnen als zodanig te worden behandeld. De homogemeenschap werd gezien als een bedreiging voor de militaire orde.

De nieuwe bondgenoot van Cuba, de Sovjet-Unie, had een vijandig beleid tegenover homo's en lesbiennes, en zag homoseksualiteit als een product van de kapitalistische maatschappij die de overhand had in het Cuba van de jaren 1950. Fidel Castro maakte beledigende opmerkingen over homoseksualiteit. Castro's beschrijving van het plattelandsleven in Cuba weerspiegelde het idee dat homoseksualiteit iets van de bourgeoisie was en veroordeelde de maricones als agenten van het imperialisme. In een interview uit 1965 legde Castro zijn mening uit:
We kunnen niet geloven dat een homoseksueel kan voldoen aan de voorwaarden en vereisten van gedrag die ons in staat stellen om hem te beschouwen als een echte revolutionair, een echte communistische militant. Een afwijking van deze aard is in tegenspraak met het concept dat we hebben over wat een communistische militant zou moeten zijn. [...] Onder de omstandigheden waarin we leven, vanwege de problemen waarmee ons land wordt geconfronteerd, moeten we de jongeren de geest bezorgen van discipline, strijd en werk.
Het traditionele machisme en de katholieke kerk hebben al eeuwenlang verwijfde en seksueel passieve mannen veracht. De homofobie die werd getoond tijdens de revolutie was slechts een voortzetting van een gevestigde machocultuur en de starre geslachtsrollen van het pre-revolutionaire Cuba. Homo's werden gedefinieerd als sluw en decadent, maar niet zo zwak of ziek. De manier waarop de binnen Cubaanse revolutie de macht was gegrepen gaf een sterker gevoel van mannelijkheid dan andere revoluties. De ervaring van de guerrilla domineerde de politieke structuur en de guerrilla zelf werd de kern van een nieuwe samenleving. Veel lhbt'ers werden gearresteerd, vooral verwijfde mannen, zonder aanklacht of proces werden zij naar werkkampen gestuurd.
In 1965 werden de militaire eenheden voor productiesteun (UMAP) opgericht als alternatief voor militaire dienst voor gewetensbezwaarden, pacifistische religieuze groepen, hippies of homoseksuelen. Zij werden, in plaats van te dienen in het leger, tewerkgesteld op het platteland in de provincie Camagüey. Men geloofde dat het werk, samen met de strikte regimes die opereren binnen de werkvelden van de UMAP, zou dienen om de deelnemers te rehabiliteren. Hoewel de werkvelden uiteindelijk voornamelijk werden gebruikt voor homoseksuele mannen, is er geen bewijs dat het heeft gewerkt om homoseksualiteit te bestrijden. De velden werden in 1968 gesloten.
Ik denk dat het nooit zo slecht was in Cuba, zoals het in de jaren zestig was; in dat decennium, precies toen al die wetten tegen homoseksuelen werden afgekondigd, werd de vervolging jegens hen ontketend en werden de werkkampen geschapen; juist toen de seksuele daad taboe werd, werd de nieuwe man uitgeroepen en het machisme verheven. Bijna al die jonge mannen die op la Plaza de la Revolución paradeerden en Fidel Castro toejuichten, bijna al die soldaten met die krijgshaftige gezichten die met een geweer in de hand marcheerden, gingen na de parades naar onze kamers en daar, naakt, toonden ze hun authenticiteit.— Reinaldo Arenas (1943 – 1990)
Veel homoseksuele kunstenaars en intellectuelen, zoals Reinaldo Arenas, werden aangetrokken door de socialistische belofte van een egalitaire samenleving, die de weg zou banen voor vrijzinnigheid en seksuele vrijheid, evenals voor sociale rechtvaardigheid. Verschillende homoseksuele schrijvers schreven veel in het populaire tijdschrift Lunes de Revolución, inclusief teksten over openlijk homo-erotische thema's. Hoewel in het begin de radicale ideeën die werden geuit voordelig uitpakten voor de Cubaanse regering, begonnen deze producties al snel de nieuwe revolutionaire esthetiek te overschrijden. Hierdoor werd uiteindelijk het tijdschrift opgeheven en een deel van de schrijvers uitgesloten van verdere publicaties.

#### Negatieve houdingen in de jaren '70
De homofobie hield aan tijdens de jaren '70 van de 20e eeuw. In 1971 besloot het Nationaal Congres van Cultuur en Onderwijs dat "erkende homoseksuelen" niet meer zouden worden getolereerd, ondanks hun "artistieke verdienste" vanwege de invloed die zij zouden kunnen hebben op de Cubaanse jeugd. Homoseksualiteit werd verklaard als een afwijking die onverenigbaar is met de revolutie. Hierdoor werden er discriminerende maatregelen tegen de lhbt-gemeenschap genomen, waardoor homofobie werd geïnstitutionaliseerd. Homoseksuele artiesten, leraren of acteurs verloren hun baan. Homoseksuelen werden uit de Communistische Partij gezet. Sommige studenten werden van de universiteit gestuurd. Homo's werd verboden om contact te hebben met kinderen en jongeren of om het land te vertegenwoordigen. Maar in 1975 vernietigde het Volkshooggerechtshof de wetten die de uitsluiting van homoseksuelen in banen binnen onderwijs en cultuur mogelijk maakte. Het volgende jaar werd Armando Hart verkozen tot minister van cultuur, wat resulteerde in een liberaler cultureel beleid. Er werd zelfs een commissie gecreëerd voor onderzoek naar homoseksualiteit die resulteerde in de decriminalisering van relaties tussen mensen van hetzelfde geslacht in 1979.

#### Geleidelijke liberalisering in de jaren '80
Veel Cubaanse homo's werden uitgezet of in de gelegenheid gesteld om het land te verlaten tijdens de uittocht van Mariel in 1980. Dit was een manier om de Cubaanse socialistische maatschappij te zuiveren. Sommige homoseksuelen kregen het ultimatum om het land te verlaten of gevangen te worden gezet, hoewel Fidel Castro ontkende dat iemand gedwongen was weg te gaan.
In 1981 stond het ministerie van Cultuur de publicatie toe van het boek "En defensa del Amor" van Dr. Sigfried Schnabl. Hierin staat dat homoseksualiteit geen ziekte is maar een variant van menselijke seksualiteit. Het ministerie voerde aan dat homofobe onverdraagzaamheid een onaanvaardbare houding was die werd geërfd door de revolutie en dat alle sancties tegen homoseksuelen moesten worden afgewezen.
In 1986 meende de Nationale Commissie voor Seksuele Voorlichting publiekelijk dat homoseksualiteit een seksuele geaardheid is en dat homofobie moet worden tegengegaan door voorlichting. Vanaf die tijd kan worden bevestigd dat homofobie niet langer een politieke kwestie van de staat is. In 1988 herriep de regering de wet inzake openbare overtreding van 1938 en de politie kreeg de opdracht om lhbt'ers niet lastig te vallen.
Tegen het einde van het decennium begon literatuur met een homoseksueel thema opnieuw op te duiken.

#### Snelle liberalisering van de jaren '90 tot de jaren 2000
In 1992 gaf Fidel Castro in een interview met de Nicaraguaanse Tomás Borge toe dat hij nooit beleid tegen homoseksuelen had gesteund omdat hij homoseksualiteit beschouwde als een natuurlijke neiging van de mens die gerespecteerd moet worden. Sinds 1993 kunnen lhbti-personen openlijk in het leger dienen, hoewel bepaalde discriminerende houdingen binnen het leger blijven bestaan.
In 1994 ging speelfilm 'Fresa y Chocolate' in première, geregisseerd door Tomás Gutiérrez Alea en Juan Carlos Tabío, met een homoseksuele man in de hoofdrol. De film bekritiseert de smalle en doctrinaire denkwijzen in Cuba aan het einde van de jaren zeventig, waarbij wordt gediscussieerd over vooroordelen tegen de homogemeenschap en de oneerlijke behandeling die ze krijgen. De film lokte veel reacties en een verhit publiek debat uit.
Ondanks grotere openheid werd de vijandige houding tegen de lhbt-gemeenschap door de politie echter gedurende deze periode voortgezet.
In de Cubaanse telenovela “El balcón de los helechos” uit 2004 speelde een lesbisch stel, hoewel niet direct op deze personages werd ingegaan. Dit straalde een meer genormaliseerde gedachte van het volk uit.
Carlos Sánchez, vertegenwoordiger van de Internationale Vereniging van homo's en lesbiennes voor Latijns-Amerika en het Caribisch gebied, bezocht Cuba in 2004. Eenmaal daar vroeg hij naar de situatie van lesbische en homo's in het land en vroeg om uitleg van de Cubaanse regering voor haar onthouding bij de stemming over de "Braziliaanse resolutie" (E/CN.4/2003/L.92). Dit is een in 2003 opgenomen voorstel van de VN-mensenrechtencommissie dat symbolisch "schendingen van de wereldwijde mensenrechten tegen mensen vanwege hun seksuele geaardheid" erkende. De regering voerde aan dat de resolutie had kunnen worden gebruikt om de Arabische landen verder aan te vallen en te isoleren, in overeenstemming met de 'Amerikaanse agressie tegen Afghanistan en Irak'. Sánchez vroeg ook naar de mogelijkheid om een lhbt-organisatie te creëren in Cuba. De regering zei dat de vorming van de organisatie de aandacht zou afleiden van de nationale veiligheid in het licht van voortdurende dreigementen van de Verenigde Staten. Na een ontmoeting met een aantal lhbt-georiënteerde mensen in Cuba, rapporteerde Sánchez de volgende opmerkingen:
1. "Er is geen institutionele of criminele onderdrukking tegen lesbiennes en homo's."
2. "Er zijn geen wettelijke sancties tegen lhbt'ers."
3. "Mensen zijn bang om elkaar te ontmoeten en zich te organiseren, wat grotendeels gebaseerd is op hun ervaringen uit voorgaande jaren, maar men kan aannemen dat dit gevoel in de toekomst zal verdwijnen als lesbiennes en homo's beginnen te werken om eindelijk steun van de overheid te krijgen. (Nationale Centrum voor Seksuele Voorlichting biedt deze ondersteuning) ".
4. "Travestie wordt door de meerderheid van de Cubaanse bevolking goed geaccepteerd."
5. "Er is in feite een verandering in de manier waarop homoseksualiteit wordt bekeken, maar dit betekent niet het einde van discriminatie en homofobie. De bevolking is gewoon toleranter tegenover lesbiennes en homoseksuelen."
6. "Lesbiennes en homo's houden geen rekening met de strijd om het recht op huwelijk, omdat deze instelling op Cuba niet dezelfde waarde heeft als in andere landen. Alleenstaanden en getrouwden hebben gelijke rechten."

In 2006 lanceerde de publieke televisie de telenovela "La otra cara de la luna" waar een getrouwde man ontdekt wordt in een seksuele relatie met een andere vriend. Ze behandelen ook andere kwesties zoals hiv en aids die de Cubaanse publieke opinie hebben beïnvloed.

#### Op weg naar een volledige acceptatie vanaf 2010

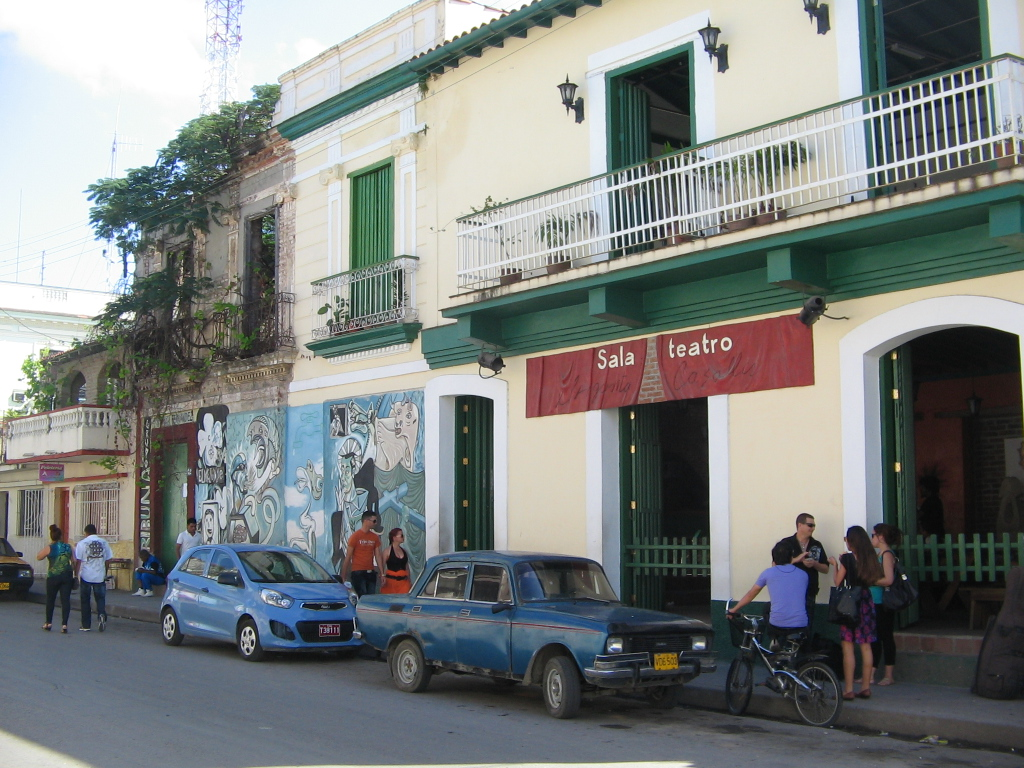
El Mejunje was de eerste plaats in Cuba met travestieshows.

Gedurende de laatste jaren zijn er grote vorderingen gemaakt in de erkenning en zichtbaarheid van de lhbt-gemeenschap, met name gepromoot door de activist Mariela Castro, dochter van Raúl Castro.
In 2013 heeft de Communistische Partij van Cuba bepaald dat het de plicht is van haar 'militanten' om zich te verzetten tegen elk gedrag dat discriminerend is tegenover seksuele geaardheid.
In een interview in de krant La Jornada uit 2010 veroordeelde Fidel Castro de vervolging van homoseksuelen in de afgelopen decennia als "een grote onrechtvaardigheid, een grote onrechtvaardigheid!". Hij nam verantwoordelijkheid in de zaak: "als iemand verantwoordelijk is, ben ik het. [...] we hadden zoveel problemen tussen leven en dood dat we geen aandacht schonken aan [...] je denkt dan alleen over hoe onze dagen waren in die eerste maanden van de revolutie: de oorlog met de yankees, de kwestie van wapens, de plannen van aanvallen tegen mijn persoon [...] op dat moment kon ik niet voor dit probleem zorgen".
CENESEX organiseert jaarlijkse onder andere conferenties over fobieën tegen homo- en transseksuelen. Daarnaast organiseerde Cuba in 2014 de regionale ILGA-conferentie voor Latijns-Amerika en het Caribisch gebied. Ook is er een bloeiende lhbt-omgeving met locaties die specifiek voor deze groep zijn bedoeld, vooral in steden als Havana of Santa Clara.
Sinds het midden van het decennium wordt de erkenning van homoseksuele verbintenissen door de Nationale Vergadering van de Volksmacht besproken, maar de katholieke kerk blijft het grootste obstakel voor haar goedkeuring.
In 2013 werd door de Nationale Vergadering van de Volksmacht de nieuwe arbeidswet goedgekeurd, die de bestraffing van discriminatie op het werk op basis van seksuele geaardheid omvatte. De veroordeling van genderidentiteitsdiscriminatie was echter uitgesloten van de juridische vervolging.
Ondanks de juridische vooruitgang en de grotere openheid van de Cubaanse samenleving tegenover lhbt'ers blijven echter nog enkele kwesties onbetwist. Voorbeelden hiervan zijn gelijke behandeling van deze kwesties door de media, de volledige erkenning van lhbt-rechten of mannelijke prostitutie gericht op homoseksueel toerisme.
Sinds september 2017 is de vluchtelingenstroom vanuit Cuba naar Nederland ernstig toegenomen. In 2015 kwamen slechts 9 en in 2016 slecht 23 Cubanen naar Nederland om een asielaanvraag te doen. Tot en met november 2017 staat de teller op 135 Cubanen. De reden waarom deze Cubanen een asielaanvraag doen is gerelateerd aan de lhbt-rechten in het land. Vooral transgenders geven aan zich niet veilig te voelen in Cuba. Ook geven de Cubanen aan dat zij zich niet gesteund voelen door Mariela Castro. De dochter van Raúl Castro mag dan wel de leider van CENESEX zijn en de lhbt-gemeenschap willen helpen, maar voor deze hulp komt men alleen in aanmerking als het communistische regime wordt gesteund.
De reden waarom juist nu de toestroom van vluchtelingen zo groot is, is niet duidelijk. Het zou te maken kunnen hebben met de nasleep van orkaan Irma. Hier wordt door de Nederlandse regering onderzoek naar gedaan. Na de publicatie van dit onderzoek wordt besloten of de vluchtelingen mogen blijven. De reden waarom de Cubanen voor Nederland kozen is echter wel duidelijk. Deels is de keuze bewust, maar vooral praktisch. Voor een reis naar Rusland hebben Cubanen geen visum nodig. Een rechtstreekse vlucht van Cuba naar Rusland is echter te lang, het vliegtuig moet daarom een tussenlanding maken. Het toeval wil dat de vlucht een tussenlanding maakt op luchthaven Schiphol. Hier stappen de Cubanen uit het vliegtuig en vragen asiel aan. Sinds eind december 2017 is het voor Cubanen niet meer mogelijk om naar Rusland te vliegen met een tussenstop op Schiphol. De vlucht naar Rusland kunnen zij nog wel maken, maar de tussenstop is momenteel in Frankrijk.

## Werken

### Film
- De documentaires van Lizette Vila, Y hembra es el alma mía (1994)[72] en Sexualidad: un derecho a la vida (2004)[73] beschrijven het leven van Cubaanse transseksuelen en travestieten.
- Conducta impropia (1984),[74] van Néstor Almendros en Orlando Jiménez Leal, over de militaire eenheden die de productie ondersteunen (UMAP).
- Antes que anochezca (2000),[75] van Julian Schnabel, gebaseerd op de autobiografie van Reinaldo Arenas.
- Fresa y chocolate (1993),[76] van Tomás Gutiérrez Alea en Juan Carlos Tabío gaat in op het conflict tussen een marxistische student en een extravagante homoseksuele artiest. Het was de eerste Cubaanse film die werd genomineerd voor een oscar.
- Chamaco (2010),[77] van Juan Carlos Cremata, over de corruptie en de mannelijke prostitutie.
- Verde verde (2012),[78] van Enrique Pineda Barnet.
- La partida (2013),[79] van Antonio Hens, over de mannelijke prostitutie.
- Vestido de novia (2014)[80] van Marilyn Solaya, gebaseerd op waargebeurde feiten, behandelt het thema van transseksualiteit in de Cubaanse samenleving.
- Fátima o el parque de la fraternidad (2015)[81] van Jorge Perugorría, gebaseerd op het gelijknamige verhaal van Miguel Barnet, verbindt de thema's homoseksualiteit, transseksualiteit en prostitutie in het hedendaagse Cuba.
- Caballos (2015)[82] van Fabián Suárez, een verontrustend verhaal dat grenst aan zaken als homoseksualiteit, emigratie en machtsverhoudingen.
- Viva (2015)[83] van Paddy Breathnach, over homoseksuele prostitutie in Havana.